# 卑谬镇区
卑谬镇区為緬甸勃固省卑謬縣下辖的一个镇区。卑謬建於蒲甘王朝時期，因伊洛瓦底江河畔貿易而興起，因河利之便，英國殖民時代則作為上緬甸和下緬甸之間貨物的轉運點。